# (6798) Couperin
(6798) Couperin es un asteroide que forma parte del cinturón de asteroides y fue descubierto el 14 de mayo de 1993 por Eric Walter Elst desde el Observatorio de La Silla, Chile.

## Designación y nombre
Couperin recibió al principio la designación de 1993 JK1. Fue nombrado por la familia francesa que produjo una sucesión de músicos desde principios del siglo XVII hasta mediados del siglo XIX. Louis Couperin (1626–1661) nació en Chaumes y fue el primero de los muchos Couperin en convertirse en organista de la iglesia de St. Gervais en París. Su estilo se caracterizó por un uso casi agresivo de la disonancia y de la ornamentación barroca. Su sobrino, François Couperin (1668–1733), a menudo conocido como "Le Grand", es especialmente recordado por sus piezas para teclado y por su obra teórica un tanto ambigua y oscura L'art de toucher le clavecin. La música de cámara y de iglesia de François Couperin también es muy importante, siendo ejemplos bien conocidos sus dos misas para órgano y los cuatro volúmenes para clavicémbalo. Fue tenido en gran estima por J S Bach.

## Características orbitales
Couperin está situado a una distancia media de 2,937 ua del Sol, pudiendo alejarse hasta 3,235 ua y acercarse hasta 2,639 ua. Su inclinación orbital es 0,913 grados y la excentricidad 0,101. Emplea 1838,67 días en completar una órbita alrededor del Sol.
Pertenece a la familia de asteroides de (158) Koronis.

## Características físicas
La magnitud absoluta de Couperin es 12,78.